# X³: Reunion
X³: Reunion là trò chơi video thể loại mô phỏng giao thương và chiến đấu không gian do hãng Egosoft phát triển và Deep Silver phát hành. Đây là phiên bản thứ ba của dòng trò chơi X nối tiếp hai phiên bản X: Beyond the Frontier và X²: The Threat. Trò chơi được phát hành cho hệ điều hành Windows, Linux và Mac OS X vào ngày 25 tháng 10 năm 2005.
Trò chơi nối tiếp cốt truyện của phần X²: The Threat. Người chơi sẽ vào vai Julian Brennan nhân vật chính của The Threat người sẽ phiêu lưu trong vũ trụ rộng lớn với nhiều hệ hình tinh khác nhau để tìm một cổ vật có thể sửa chữa và mở ra cánh cổng không gian để trở về hệ Mặt Trời vốn đã bị lãng quên từ lâu. Đây là trò chơi với thế giới mở người chơi có thể lái tàu không gian của đi mình khám phá các hệ hành tinh khác nhau cũng như giao thương hay nhận các nhiệm vụ khác nhau để kiếm thêm thu nhập cho việc trang bị các tàu tốt hơn hay tạo ra cả một đội quân tàu chiến không gian cũng như các đoàn tàu giao thương cho riêng mình trước khi tiếp tục cốt truyện chính. Ngoài ra người chơi cũng có thể xây dựng các trạm không gian của riêng mình tại bất kỳ đâu nếu có đủ tiền để làm nơi sản xuất hỗ trợ người chơi hoặc thành trạm giao thương để kiếm thêm thu nhập. Và tùy vào các tiếp cận của người chơi mà trò chơi sẽ có nhiều kết thúc khác nhau.
Dự án X³: Reunion được bắt đầu với tên X²: The Return vốn được dự tính sẽ là phiên bản mở rộng của X²: The Threat. Tuy nhiên dự án này đã mở ra quá rộng thậm chí tạo ra cả một công cụ tạo game mới tiên tiến hơn công cụ dùng trong X² với tên X³ Reality Engine. Vì thế Egosoft đã quyết định hủy dự án X²: The Return và lập dự án X³: Reunion. Công cụ mới này đã gây ấn tượng mạnh tại Hội chợ truyền thông và giải trí (E3) năm 2005 với khả năng tạo ra hình ảnh có độ sắc nét cao về môi trường không gian cũng như các vật thể như tàu và các trạm không gian cùng các hiệu ứng vật lý của nó.
Trò chơi có các phiên bản mở rộng độc lập là X³: Terran Conflict đã phát hành vào tháng 10 năm 2008 và X³: Albion Prelude phát hành vào ngày 15 tháng 12 năm 2011, phiên bản nối tiếp là X: Rebirth đã phát hành vào ngày 15 tháng 11 năm 2013. Egosoft đã tạo ra các công cụ để những người hâm mộ có thể tự tay chỉnh sửa và tạo ra các tàu không gian của riêng mình cũng như những nhiệm vụ mới, Egosoft còn tạo ra một trang web để những người hâm mộ có thể chia sẻ những gì mà mình tạo ra tại đó.

## Đón nhận
Kể từ khi ra mắt thì X³: Reunion nhận được nhiều đánh giá khác nhau. Trong khi nhiều đánh giá khen ngợi sự tự to, hình ảnh, độ rộng của vũ trụ cùng nhiều tính năng mà giao diện mang lại thì các ý kiến khác lại phàn nàn về vô số lỗi cùng tính chất cực kỳ kén người chơi do giao diện khá phức tạp. Số điểm trung bình tại Game Rankings của trò chơi là 75%, tại Metacritic là 71% và tại GameSpot là 72%.